# Cortinarius anthracinus
Cortinarius anthracinus (Fr.) Fr., Epicrisis systematis mycologici (Uppsala): 288 (1838)

## Descrizione della specie
Cappello
Bruno con riflessi rossastri.
Lamelle
Color rosa, poi rosso mattone.
Gambo
Rosso carminio con macchie brune alla base.
Spore
Ocracee in massa.

## Commestibilità
Velenoso.

## Etimologia
Specie: dal greco anthrákinos = gemma di colore del rubino, per il suo colore.

## Sinonimi e binomi obsoleti
- Agaricus anthracinus Fr., Epicrisis systematis mycologici (Uppsala): 288 (1838)
- Cortinarius purpureobadius P. Karst., Symb. mycol. fenn. 9: 45 (1883)
- Cortinarius subanthracinus Rob. Henry, Bulletin de la Société Mycologique de France 40: 73 (1944)
- Dermocybe anthracina (Fr.) Ricken, Die Blätterpilze: 159 (1915)
- Dermocybe purpureobadia (P. Karst.) M.M. Moser, 2: 153 (1953)
- Dermocybe subanthracina (Rob. Henry) M.M. Moser, Kleine Kryptogamenflora, Edn 2 (Stuttgart): 153 (1953)